# 글렌데일 교통센터
글렌데일 교통센터(Glendale Transportation Center)는 미국 캘리포니아주 글렌데일에 위치한 암트랙 및 메트로링크 철도역이다. 암트랙 퍼시픽 서프라이너 시외 철도 노선과 메트로링크 벤투라 카운티선과 앤텔로프 밸리선 통근 철도 노선이 운행한다.

## 역사

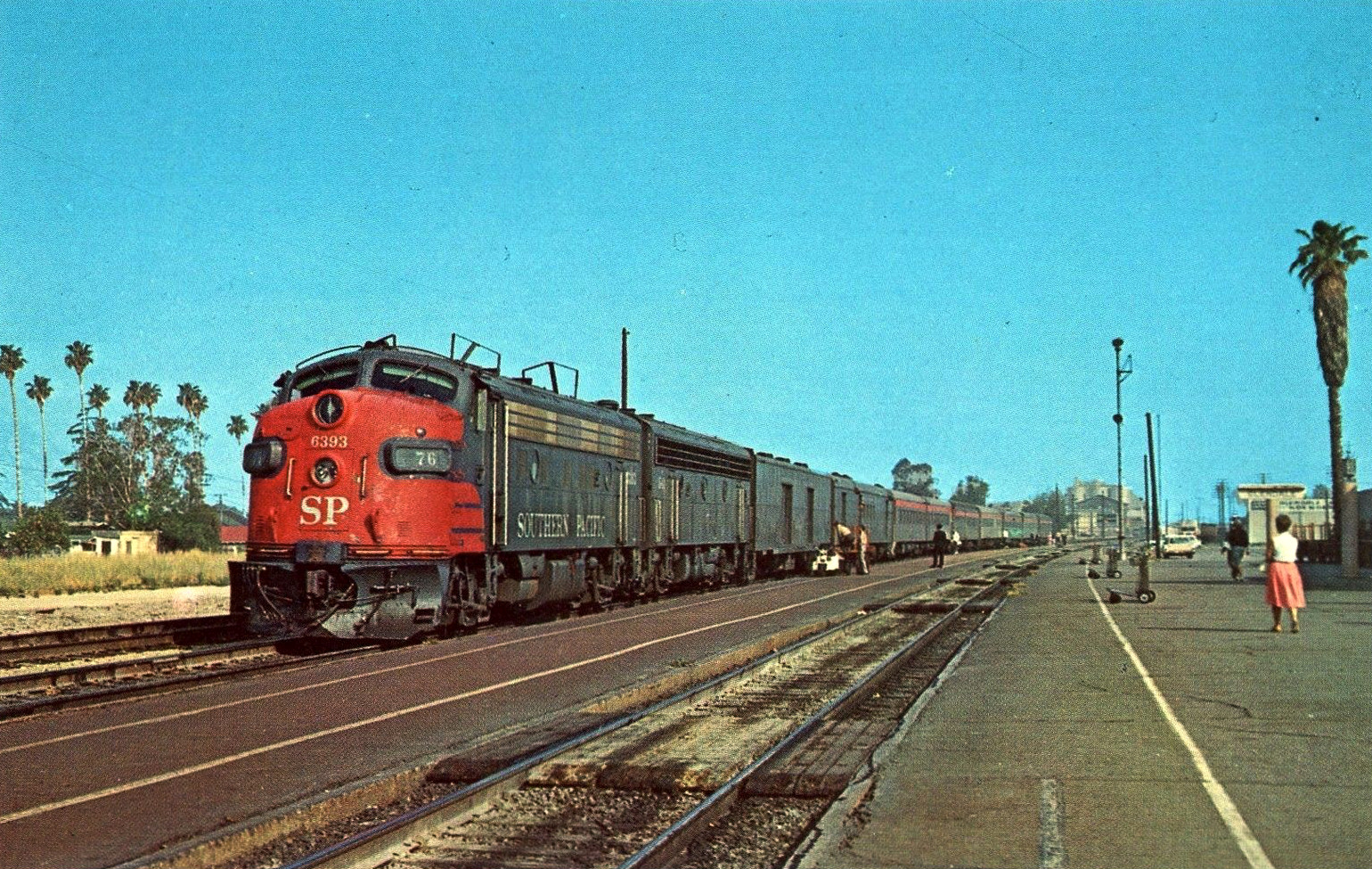
1965년 글렌데일의 서던 퍼시픽 철도 라크

원래 글렌데일 서던 퍼시픽 철도 디포(Glendale Southern Pacific Railway Depot)로 알려졌으며, 1923년 스페인 식민지 부흥 건축의 캘리포니아 추리레스크 양식으로 서던 퍼시픽 철도에서 건설하였다. 이후 1883년부터 앳워터 트랙트 오피스(Atwater Tract Office)를 대체했다. 시는 1989년 서던 퍼시픽에서 이 디포를 매입하고 인접 건물을 인수해 복합 환승센터를 만들었다. 역사적인 건물의 복원과 모델간 센터의 다른 요소들의 건설은 대략 600만 달러가 들었다.
1997년 5월, 국립사적지에 등재되어 최근 대대적인 개조를 거쳤다.
2005년 4월 25일까지 암트랙의 코스트 스타라이트 노선이 이 역에도 운행하였다.

## 연결 가능한 대중교통
- 메트로 로컬: 94, 180, 181, 183, 603
- 메트로 래피드: 780, 794
- 글렌데일 비라인: 1, 2 / 급행 11, 12

이 역은 그레이하운드 라인 버스 정류장 역할도 하지만, 그레이하운드 발권 키오스크나 에이전트는 없다.

## 향후 계획
시내와 연결되는 전차에 대한 타당성 조사가 진행 중이다.

## 인접역
| 암트랙                                | 암트랙            | 암트랙                          |
| ------------------------------------- | ----------------- | ------------------------------- |
| 다운타운 버뱅크 샌루이스오비스포 방면 | 퍼시픽 서프라이너 | 로스앤젤레스 / 샌디에이고 방면  |
| 메트로링크                            |                   |                                 |
| 다운타운 버뱅크                       | 앤텔로프 밸리선   | 로스앤젤레스 유니언역 시·종착역 |
| 다운타운 버뱅크 이스트 벤투라 방면    | 벤투라 카운티선   | 로스앤젤레스 유니언역 시·종착역 |

## 같이 보기
- Glendale Register of Historic Resources and Historic Districts(글렌데일 역사자원 및 유사지구 등재 목록)